# Shirime

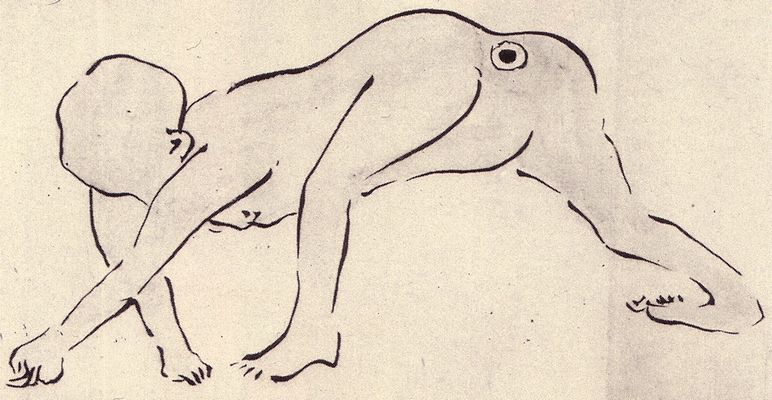
Shirime do Yosa no Buson vẽ.

Shirime (Nhật: 尻目) là một yêu quái kỳ lạ với một con mắt ở vị trí hậu môn của mình.